# Cheval de sport frison
Le Cheval de sport frison est une race de chevaux issue de Frisons croisés avec des chevaux de sport. Le type idéal est spécifiquement élevé pour exceller dans les disciplines équestres reconnues par la FEI. Ainsi, « de sport » désigne le phénotype, l'élevage, et l'utilisation prévus pour ces chevaux.
Alors que certains considèrent le cheval de sport frison comme une race, d'autres estiment qu'il s'agit d'un type, d'autres enfin utilisent parfois le terme « Cheval de sport frison » en tant que générique inclusif pour décrire tout croisé Frison.

## Histoire
Les croisements de Frison sont pratiqués depuis plus d'un siècle. En 1879, le registre Frison créée deux livres pour l'enregistrement, un livre de pure race, et un autre livre pour les croisements. Le métissage était devenu si commun en 1907 que les règles ont de nouveau changé, en combinant les deux livres en un seul. Cela a de nouveau changé en 1915, avec le risque d'extinction de la race Frisonne, et deux livres ont de nouveau été créés. Finalement, deux  registres Frison ont été créés, le néerlandais et l'allemand,,,.
Le registre néerlandais du Frison (FPS, Friese Paarden Stamboek) et celui d'Amérique du Nord (FHANA, Friesian Horse Association North America) interdisent que leurs chevaux enregistrés soient utilisés pour créer des produits de croisement Cependant, le registre allemand (FPZV, Friesenpferde Zuchtverband e. V.) et son homologue américain (FPZV-USA) permettent à leurs chevaux enregistrés d'être croisés avec d'autres races, mais ils ne pourront pas inscrire la progéniture croisée. Le registre néerlandais et l'allemand ont reconnu les graves risques de consanguinité chez la race et ont créé des comités pour essayer de réduire ces risques
Dans la dernière décennie, la popularité des Frisons de croisement a augmenté, et d'autres registres ont été formés spécifiquement pour enregistrer et reconnaître ces croisements, dont le cheval de sport frison comme race séparée
Le livre des origines du cheval de sport frison a été fondé en 2007 par la Friesian Sporthorse Association (FSA) et, en 2008, la FSA dépose le nom "Friesian Sporthorse". La Friesian Sporthorse Association a d'abord été fondée aux États-Unis, mais peu de temps après, une succursale a été créée en Australie, et des filiales existent désormais dans le monde entier.

## Description
Les chevaux de sport frisons peuvent avoir une grande variété de couleurs de robe et de tailles. Leur morphologie peut varier d'un cheval de sport à un plus lourd, plus baroque.

## Lignées
Les différents registres ont des normes différentes qui définissent ce qui est considéré comme un cheval de sport frison. Un registre considère ces chevaux comme une race, avec la stricte reproduction d'exigences en termes d'ascendance en plus des performances. Dans ce cas, les Frisons sont croisés principalement avec des Demi-sangs et des Pur-sangs, bien qu'un pourcentage limité de d'American Saddlebred, de cheval de trait et d'Arabe soient également acceptables dans le second livre du registre
D'autres registres font valoir que « cheval de sport » est un type, et plutôt que des exigences spécifiques en termes de races ascendantes, exigent que les chevaux répondent à certains prérequis de performances avant acceptation. L'objectif reste de produire des animaux adaptés pour les disciplines du dressage, du concours complet, du saut d'obstacles, et le combiné d'attelage. La plupart des registres s'accordent pour définir le cheval de sport frison comme ayant un minimum de 25 % de Frison. Bien que le métissage du Frison avec beaucoup de différents types et races soit populaire, la descendance n'est pas toujours considérée comme des chevaux de sport Frison.